# Radiação ultravioleta
| Ultravioleta                                                              |
| ------------------------------------------------------------------------- |
| Ciclos por segundo: 750 THz a 300 PHz Comprimento de onda: 400 nm a 15 nm |

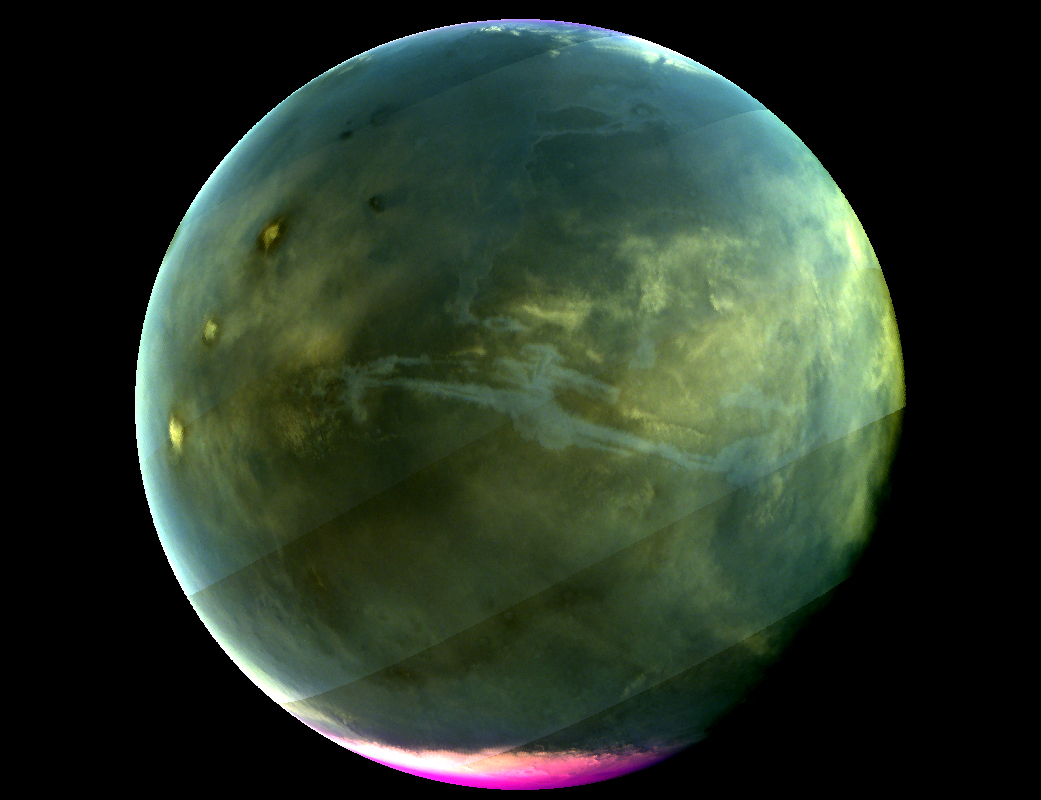
Imagem de Marte em falsa cor obtida a partir de observações da sonda MAVEN na faixa do ultravioleta

A radiação ultravioleta (UV) é a radiação eletromagnética cujo comprimento de onda é menor que o da luz visível e maior que o dos raios X, de 380 nm a 1 nm. O nome significa mais alta que (além do) violeta (do latim ultra), pelo fato de que o violeta é a cor visível com comprimento de onda mais curto e maior frequência.
A radiação UV pode ser subdividida em UV próximo (comprimento de onda de 380 até 200 nm - mais próximo da luz visível), UV distante (de 200 até 10 nm) e UV extremo (de 1 a 31 nm).
No que se refere aos efeitos à saúde humana e ao meio ambiente, classifica-se como UVA (400 – 320 nm, também chamada de luz negra ou onda longa), UVB (320–280 nm, também chamada de onda média) e UVC (280 - 100 nm, também chamada de UV curta ou "germicida"). A maior parte da radiação UV emitida pelo sol é absorvida pela atmosfera terrestre. A quase totalidade (99%) dos raios ultravioletas que efetivamente chegam à superfície da Terra são do tipo UV-A. A radiação UV-B é parcialmente absorvida pelo ozônio da atmosfera e sua parcela que chega à Terra é responsável por danos à pele. Já a radiação UV-C é totalmente absorvida pelo oxigênio e o ozônio da atmosfera.
As faixas de radiação não são exatas. Como exemplo, o UVA começa em torno de 410 nm e termina em 315 nm. O UVB começa em 330 nm e termina em 270 nm aproximadamente. Os picos das faixas estão em suas médias.
Seu efeito bactericida a torna utilizável em dispositivos que mantêm a assepsia de certos estabelecimentos.
Outro uso é a aceleração da polimerização de certos compostos. Também é utilizada para apagar dados escritos em uma memória eletrônica EPROM.
Muitas substâncias, quando expostas à radiação UV, se comportam de modo diferente de quando expostas à luz visível, tornando-se fluorescentes. Este fenômeno se dá pela excitação dos elétrons nos átomos e moléculas dessa substância ao absorver a energia da luz invisível. Ao retornar a seus níveis normais (níveis de energia), o excesso de energia é reemitido sob a forma de luz visível.

## Subtipos
O espectro eletromagnético da luz ultravioleta pode ser dividido de várias formas. A norma ISO sobre determinação de irradiância solar (ISO-21348:2007) descreve as seguintes faixas de comprimento de onda (nm):
| Nome                   | Abreviação | Faixa de comprimento de onda (nm) |
| ---------------------- | ---------- | --------------------------------- |
| Ultravioleta           | UV         | 100 nm – 400 nm                   |
| Ultravioleta de vácuo  | VUV        | 10 nm – 200 nm                    |
| Ultravioleta extremo   | EUV        | 10 nm – 121 nm                    |
| Ultravioleta longínquo | FUV        | 122 nm – 200 nm                   |
| Ultravioleta C         | UVC        | 100 nm – 280 nm                   |
| Ultravioleta médio     | MUV        | 200 nm – 300 nm                   |
| Ultravioleta B         | UVB        | 280 nm – 315 nm                   |
| Ultravioleta próximo   | NUV        | 300 nm – 400 nm                   |
| Ultravioleta A         | UVA        | 315 nm – 400 nm                   |

Uma variedade de dispositivos de estado sólido e de vácuo foi explorada para uso em diferentes partes do espectro UV. Muitas abordagens procuram adaptar dispositivos visíveis para detecção de luz, mas eles podem sofrer resposta indesejada à luz visível e várias instabilidades. Ultravioleta pode ser detectado por adequados fotodiodos e fotocatodos, que podem ser adaptadas para ser sensíveis a diferentes partes do espectro de UV. Fotomultiplicadores ultravioleta sensíveis estão disponíveis. Espectrômetros e radiômetros são feitos para medir a radiação UV. Detectores de silício são usados em todo o espectro.

Níveis de ozônio em várias altitudes (DU / km) e bloqueio de diferentes faixas de radiação ultravioleta. Em essência, todo o UVC é bloqueado pelo oxigênio diatômico (100–200 nm) ou pelo ozônio (oxigênio triatômico) (200–280 nm) na atmosfera. A camada de ozônio então bloqueia a maior parte do UVB. Enquanto isso, o UVA dificilmente é afetado pelo ozônio, e a maioria atinge o solo. O UVA compõe quase toda a luz UV que penetra na atmosfera da Terra

Comprimentos de onda de vácuo UV, ou VUV, (menores que 200 nm) são fortemente absorvidos pelo oxigênio molecular no ar, embora comprimentos de onda maiores de cerca de 150–200 nm possam se propagar através do nitrogênio. Os instrumentos científicos podem, portanto, utilizar essa faixa espectral operando em uma atmosfera livre de oxigênio (geralmente nitrogênio puro), sem a necessidade de câmaras de vácuo caras. Exemplos significativos incluem equipamentos de fotolitografia de 193 nm (para fabricação de semicondutores) e espectrômetros de dicroísmo circular.
A tecnologia para instrumentação VUV foi amplamente impulsionada pela astronomia solar por muitas décadas. Embora a óptica possa ser usada para remover a luz visível indesejada que contamina o VUV, em geral, os detectores podem ser limitados por sua resposta à radiação não-VUV, e o desenvolvimento de dispositivos "cegos ao sol" tem sido uma área importante de pesquisa. Dispositivos de estado sólido com espaço amplo ou dispositivos de vácuo com fotocatodos de alto corte podem ser atraentes em comparação com os diodos de silício.
O UV extremo (EUV ou às vezes XUV) é caracterizado por uma transição na física da interação com a matéria. Comprimentos de onda maiores que cerca de 30 nm interagem principalmente com os elétrons de valência externa dos átomos, enquanto comprimentos de onda menores que este interagem principalmente com elétrons da camada interna e núcleo. O extremo longo do espectro EUV é definido por uma linha espectral He + proeminente a 30,4 nm. O EUV é fortemente absorvido pela maioria dos materiais conhecidos, mas é possível sintetizar um revestimento óptico que reflete até cerca de 50% da radiação do EUV na incidência normal. Essa tecnologia foi pioneira no NIXT e MSSTA (cargas úteis de foguetes de sondagem nos anos 90), e tem sido usado para fabricar telescópios para imagens solares. Veja também o satélite Extreme Ultraviolet Explorer (EUVE) .
Algumas fontes usam a distinção de "UV rígido" e "UV suave" - no caso da astrofísica, o limite pode estar no Limite de Lyman, ou seja, comprimento de onda 91,2 nm, sendo o "UV rígido" mais energético. Os mesmos termos também podem ser usados em outros campos, como cosmetologia, optoeletrônica, etc. - o valor numérico da fronteira entre rígido / suave, mesmo dentro de campos científicos semelhantes, não necessariamente coincide; por exemplo, uma publicação de física aplicada usava um limite de 190 nm entre regiões do UV rígido e suave.

## Luz negra

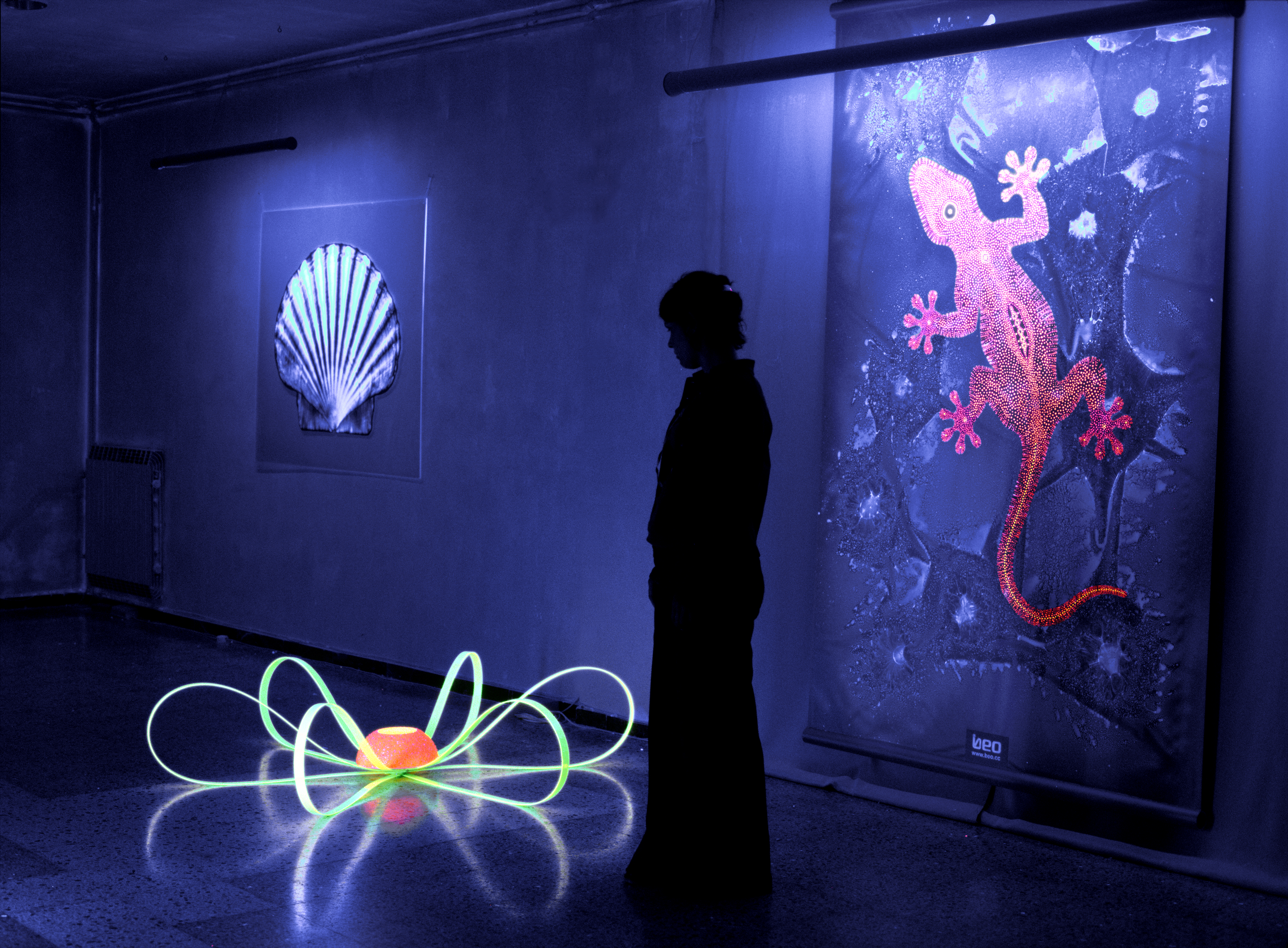
Arte com materiais fluorescentes. (Artista: Beo Beyond)

Existem certas lâmpadas ultravioleta que emitem comprimentos de onda próximos à luz visível entre 380 e 420 nm. Estas são chamadas de lâmpadas de "luz negra".
O UV destas lâmpadas é obtido principalmente através de uma lâmpada fluorescente sem a proteção do componente (fósforo) que a faz emitir luz visível.
Dentro da lâmpada há um vapor (mercúrio) que, na passagem de elétrons, emite radiação no comprimento de onda do ultravioleta. Esta radiação liberada "bate" na borda da lâmpada que é revestida internamente por fósforo. O fósforo excitado com a energia recebida reemite a energia em comprimentos de onda do visível (branco).
A diferença para a luz negra, é que esta não possui o revestimento de fósforo, deixando, assim, passar toda a radiação ultravioleta.
Algumas lâmpadas usam um filtro óptico de vidro de Wood roxo-azulado profundo que bloqueia quase toda a luz visível com comprimentos de onda superiores a 400 nanômetros. Outros usam vidro comum em vez do vidro de Wood mais caro, de modo que eles parecem azul-claros para os olhos ao operar. Também são produzidas luzes negras incandescentes, usando um revestimento de filtro no envelope de uma lâmpada incandescente que absorve a luz visível. Estes são mais baratos, mas muito ineficientes, emitindo apenas uma fração de um por cento de sua potência como UV.
Luzes negras com vapor de mercúrio em potências de até 1 kW com fósforo emissor de UV e um envelope de vidro de Wood são usadas para exibições teatrais e de shows. Luzes negras são usadas em aplicações em que a luz visível externa deve ser minimizada; principalmente para observar a fluorescência, o brilho colorido que muitas substâncias emitem quando expostas à luz UV. As lâmpadas emissoras de UVA / UVB também são vendidas para outros fins especiais, como lâmpadas de bronzeamento e manutenção de répteis.
Este tipo de luz é usada em aparelhos elétricos para atrair insetos e eletrocutá-los. Outros tipos de uso são para identificar dinheiro falso, decoração, boates e tuning.